# Delhi Crime
Delhi Crime è una serie televisiva indiana scritta e diretta da Richie Mehta. Il cast vede la partecipazione di Shefali Shah, Rasika Dugal, Adil Hussain e Rajesh Tailang. La serie, divisa in sette episodi, è ambientata all'indomani dello stupro di gruppo di Nuova Delhi del 2012. I primi due episodi sono stati premiati al Sundance Film Festival 2019 nella categoria Indie Episodic. La serie è stata pubblicata su Netflix il 22 marzo 2019. Il trailer è stato pubblicato il 12 marzo 2019.

## Episodi
| Stagione       | Episodi | Pubblicazione India | Pubblicazione Italia |
| -------------- | ------- | ------------------- | -------------------- |
| Prima stagione | 7       | 2019                | 2019                 |